# Otok Kekova
Kekova, imenovana tudi Caravola [1] (grško Dolichiste), je majhen turški otok v bližini kraja Demre (likijsko mesto Mira je predhodnik dašnje Demre) v okrožju Antalya, nasproti vasi Kaleköy (antična Simena) in Üçağız (antični Teimioussa). Kekova ima površino 4,5 km2 in je nenaseljen.

## Otok
Po italijanski okupaciji Kasteloriza (uradno Meyisti (Μεγίστη Megísti) je bil otok Kekova - ki je bil takrat poleti začasno naseljen zaradi poseka lesa – premet spora med Italijo in Turčijo. Konvencija iz leta 1932 med Italijo in Turčijo jo je dodelila Turčiji.
Na njegovi severni strani so delno potopljene ruševine Dolchiste / Dolikisthe, antičnega mesta, ki ga je v 2. stoletju uničil potres. Obnovljeno je še vedno cvetelo v obdobju Bizantinskega cesarstva, a je zaradi arabskih vpadov dokončno opuščeno. Na severozahodu otoka je Tersane (kar pomeni 'pristanišče', saj je bil zaliv kraj antičnega mesta Xera in ladjedelnica z ruševinami bizantinske cerkve).
Turško ministrstvo za okolje in gozdove je območje Kekova 18. januarja 1990 razglasilo za posebej zaščiteno območje. Vse vrste potapljanja in plavanja so bila prepovedana in zanje veljajo posebna dovoljenja vladnih uradov. V poznejših letih je bila prepoved odpravljena, razen za del, kjer je potopljeno mesto.
Regija Kekova obsega 260 km2 in obsega otok Kekova, vasi Kaleköy in Üçagiz ter štiri antična mesta Simena, Aperlae, Dolchiste in Teimioussa.
Kaleköy (lokalno samo Kale) (antična Simena) je likijsko mesto na turški obali. Je majhna vasica z delno potopljenimi ruševinami Aperlae  in gradom. Dostop do vasi je možen samo po morju.
Üçagiz (antično ime Teimioussa) je vasica, ki leži en kilometer od mesta Kaleköy, severno od istoimenskega zaliva, na vzhodu so ruševine Teimiousse. Ime Üçagiz  pomeni 'tri ustja' in se nanaša na tri izhode na odprto morje.